# ديفيد دوفي
ديفيد دوفي (بالإنجليزية: David Duffy)‏ هو عالم حيوانات أمريكي، ولد في 1 سبتمبر 1953.